# Un milione di notti
Un milione di notti è un singolo dei cantanti italiani Mr. Rain e Clara, pubblicato il 20 ottobre 2023 come quarto estratto dal quarto album in studio Pianeta di Miller.

## Descrizione
Il brano, scritto dallo stesso Mr. Rain con Federica Abbate, Mario Apuzzo e Lorenzo Vizzini, ha segnato la prima collaborazione tra i due artisti. In merito al brano i cantanti hanno dichiarato che è una canzone d'amore:
(Mr. Rain)
(Clara)

## Promozione
I cantanti si esibiscono con il brano nel corso della puntata del 22 ottobre 2023 del talent show Amici di Maria De Filippi.

## Video musicale
Il video musicale è stato pubblicato il 19 ottobre 2023 sul canale YouTube del rapper.

## Tracce
Testi di Mattia Balardi, Federica Abbate, Mario Apuzzo e Lorenzo Vizzini, musiche di Mattia Balardi.
1. Un milione di notti – 2:40

## Classifiche
| Classifica (2023) | Posizione massima |
| ----------------- | ----------------- |
| Italia            | 17                |